# Alan Fonteles
Alan Oliveira Becker Fonteles (Marabá, Pará, 22 de agosto de 1992) é um atleta paraolímpico brasileiro, campeão paralímpico e mundial de atletismo. Amputado das duas pernas abaixo do joelho desde os 21 dias de vida, por conta de uma infecção intestinal. É especializado em provas de velocidade, geralmente competindo em eventos da classe T43.
Alan interessou-se pelo atletismo após ver uma prova vencida por Robson Caetano da Silva. Aos 8 anos, pediu para os pais para treinar. Começou a correr sob a supervisão de Suzete Montalvão, medalhista no revezamento 4x100m no Pan-Americano de Indianápolis, em 1987. Ainda usando duas próteses rústicas de madeira, mostrou talento para provas curtas. Com apenas 13 anos, em 2005, já conquistava o título de Campeão Brasileiro nos 100m, conquista que voltou a acontecer dois anos depois. Em 2007, com patrocínio da Challenge Athletes, fundação internacional que reúne esportistas deficientes de várias modalidades, trocou as próteses básicas por um modelo moderno. No ano seguinte, Alan, com dezesseis anos, já aparecia como a maior revelação do atletismo nacional. Após conquistar o Campeonato Mundial Juvenil, em 2008, Alan Fonteles disputou pela primeira vez os jogos paralímpicos, nos Jogos Paralímpicos de Verão de 2008 em Pequim, e o resultado foi uma medalha de prata no revezamento 4x100m.
Em 2011, no Pan-Americano de Guadalajara, no México, foi bronze nos 100m e prata 200m. No mesmo ano, levou dois bronzes no Mundial de Cristchurch, na Nova Zelândia.
Já nos Jogos Paralímpicos de Verão de 2012, em Londres, veio o reconhecimento mundial. Alan ganhou o ouro nos 200m T44, superando o franco favorito, Oscar Pistorius, com 21s45, sendo a primeira derrota de Pistorius. Desde então, o brasileiro se consolidou como o principal velocista paralímpico.
Em 21 de julho de 2013, durante o Mundial de Atletismo Paraolímpico, em Lyon, na França, Alan conquistou o ouro da prova de 200 metros da classe T43 quebrando o recorde mundial, que era de Oscar Pistorius, o único atleta da história a competir em igualdade entre os atletas olímpicos e paralímpicos. Na prova, marcou 20s66, sendo o primeiro humano com próteses a correr abaixo dos 21s. Além disso, venceu os 100m e os 400m, prova que não era sua especialidade. Na mesma temporada, correu os 100m da categoria T44 em 10s57, conquistando mais um recorde mundial. Já em 2015, Alan conquistou a medalha de ouro nos 200m e prata nos 100m, no Parapan de Toronto, realizado em agosto. Em outubro, no Mundial de Doha, no Catar, Alan conquistou a prata nos 200m e o bronze nos 100m.
Nos Jogos Paralímpicos de Verão de 2016, Alan Fonteles conquistou uma Prata no Revezamento 4x100m.

## Principais títulos e melhores resultados
- Melhor atleta do Brasil 2012 e 2013 ( Prêmio Paralimpico Brasileiro )
- Indicado Premio Laureus - 2013
- Homem do ano pela Revista ALFA - 2012
- Campeão Parapan Juvenil em  2009  Colômbia
- Campeão Mundial Juvenil ( 2008 - 2011 ) 100m e 200m   Estados Unidos e  Chéquia
- Campeão Mundial da IWAS ( 2010 ) 100m e 200m   Índia

Jogos Paralímpicos de Verão
- Ouro Jogos Paralímpicos 2012 Londres,  Reino Unido)
- Prata Jogos Paralímpicos 2008 Pequim,  China)
- Prata Jogos Paralímpicos 2016  Rio de Janeiro , Brasil
- Semi-Final 100m Jogos Paralimpicos 2020 ,  Japão

Campeonato Brasileiro 
- 15 anos consecutivos campeão nacional  Brasil

Campeonato Mundial 
- Campeão Mundial da IWAS ( 2010 ) 100m e 200m  Índia
- Ouro Campeonato Mundial Juvenil 2008  Estados Unidos
- Ouro Campeonato Mundial Juvenil  2008  Estados Unidos
- Bronze Campeonato Mundial Juvenil 2008  Estados Unidos
- Bronze 100 m no Campeonato Mundial 2011  Nova Zelândia
- Bronze Revezamento 4x100 no Campeonato Mundial 2011  Nova Zelândia
- Ouro 100m Campeonato Mundial 2013 Lyon - França  França
- Ouro 200m Campeonato Mundial 2013 Lyon - França  França
- Ouro 400m Campeonato Mundial 2013 Lyon - França  França
- Ouro 200m Parapan de Toronto  Canadá
- Prata 100m Parapan de Toronto  Canadá
- Bronze 100m Parapan de Guadalajara  México
- Prata 200m Parapan de Guadalajara  México
- Prata 200m Campeonato Mundial 2015 Doha, Catar  Catar
- Bronze 100m Campeonato Mundial 2015 Doha, Catar  Catar
- Recordista Mundial dos 100m (10.57s)  e 200m (20.66s)